# Labirintusfelfedezés

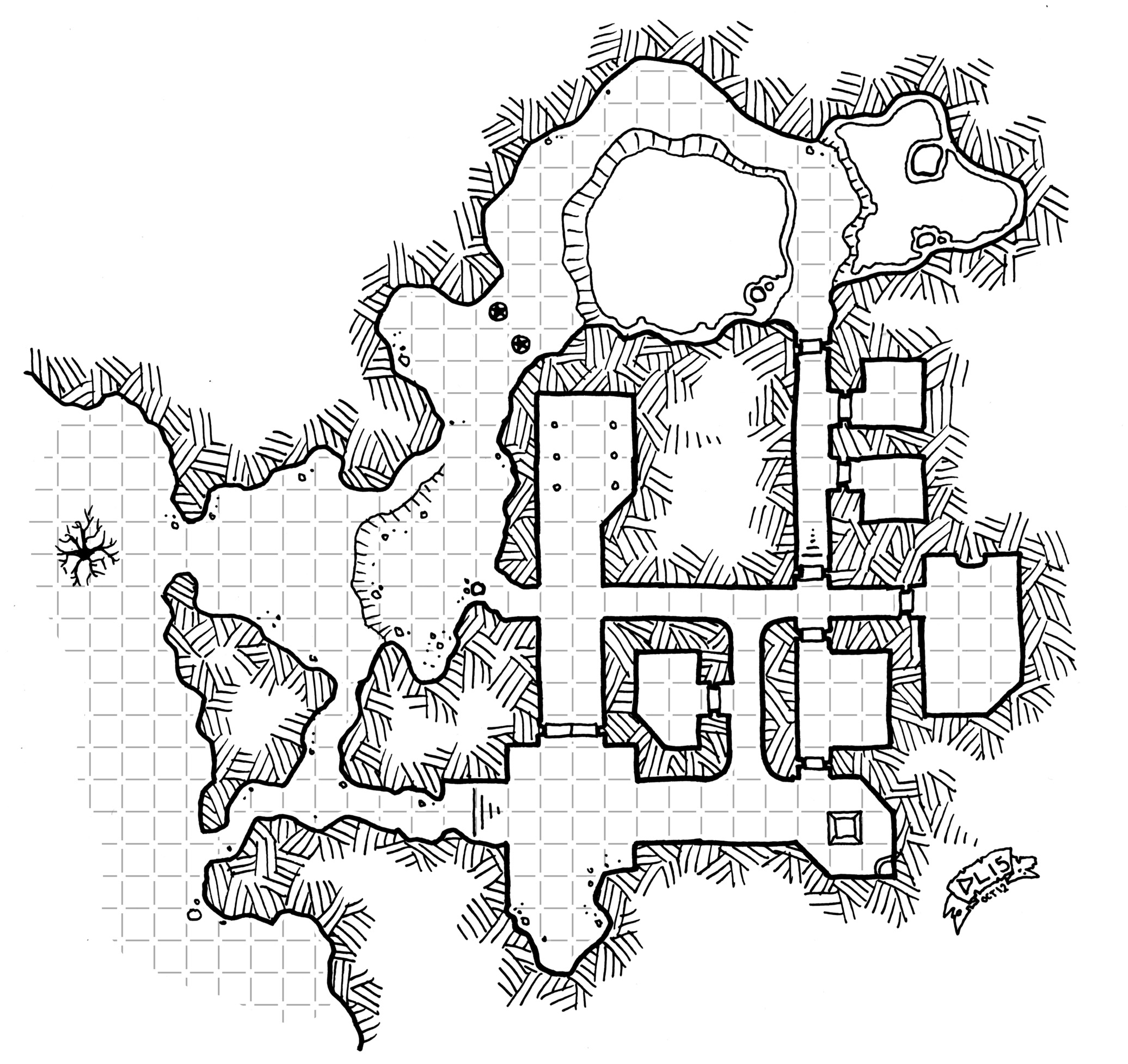
Egy asztali szerepjáték labirintusának térképe

A labirintusfelfedezés (angolul dungeon crawl) a fantasy szerepjátékok forgatókönytípusa, melyben a hősök labirintusszerű környezetben bolyonganak miközben különböző szörnyekkel harcolnak, csapdákat kerülnek ki, fejtörőket oldanak meg és kincseket gyűjtenek össze. Az olyan videójátékokat, melyekben a labirintusfelfedezős elemek nagyobb hangsúlyt kaptak külön műfajba sorolják.
Az első számítógépalapú labirintusfelfedező játék a pedit5 volt, melyet 1975-ben Rusty Rutherford fejlesztett ki a PLATO interaktív oktatási rendszerre az illinoisi Urbana városában. Ugyan a játékot gyorsan letörölték a rendszerről,  azonban nem sokkal később számos hasonló cím is megjelent, így például a dnd vagy a Moria.
Egyesek különálló műfajnak tekintik a „labirintusfelfedező játékokat” és elkülönítik a rogue-szerű és a történettel és szereplőinterakciókkal rendelkező szerepvideójátékoktól, illetve bármely olyan játékot, melyben nagyobb mennyiségű labirintusfelfedezés van, így például a Zorkot, a The Legend of Zeldát vagy asztali szerepjátékokat is labirintusfelfedező játéknak tekintik.

## Videójátékok

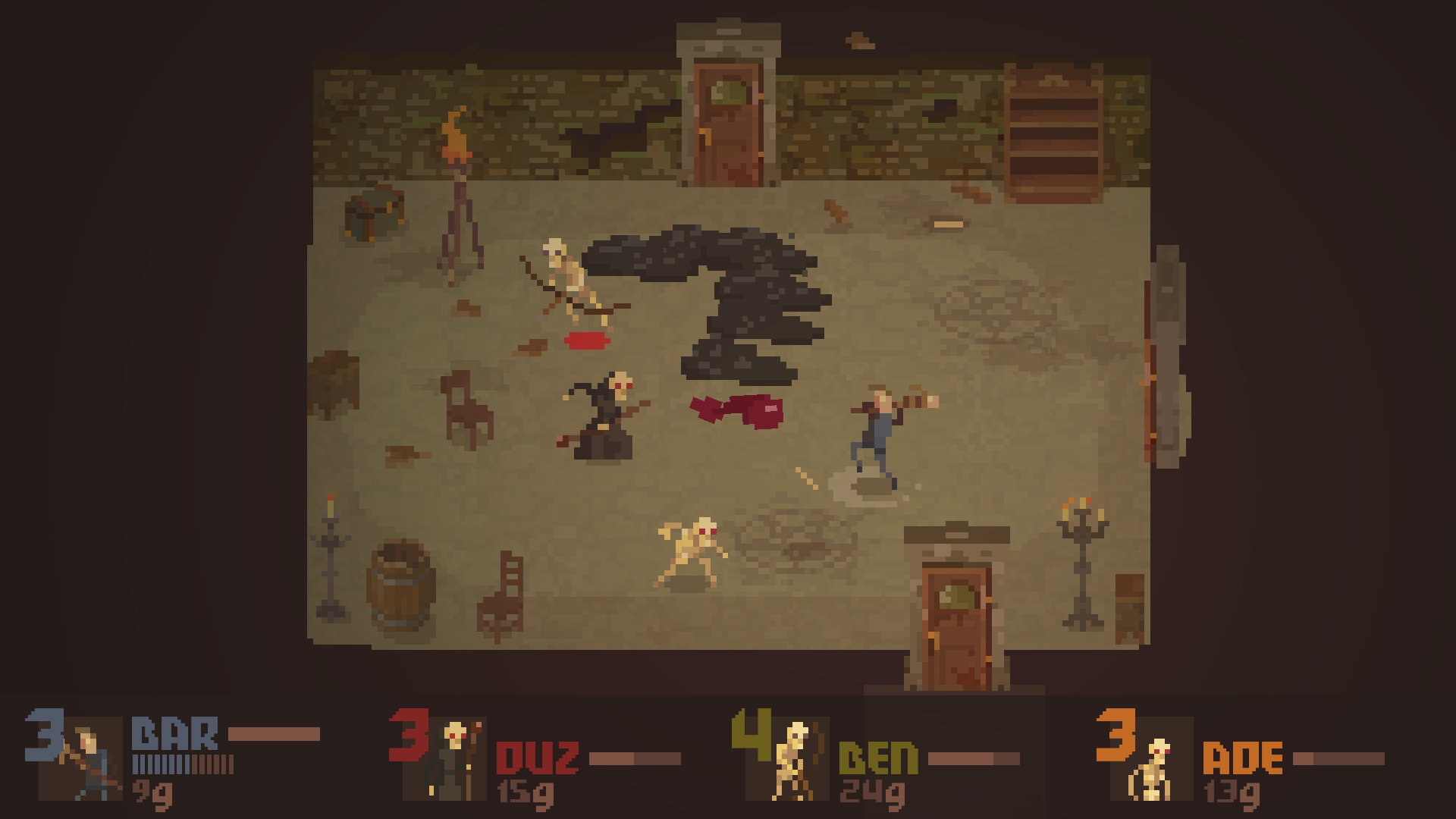
Crawl, egy roguelike labirintusfelfedező videójáték

A labirintusfelfedező videójátékok lehetséges egyszerűsége és a játékosok az ezekben található cselekmény és logikai következetesség iránt tanúsított korlátozott elvárásainak hála elég népszerűek a szerepvideójátékok között.[forrás?] A roguelike műfaj gyakori és tipikus példája ennek, a véletlenszerűen generált labirintusaival és az azokban véletlenszerűen elhelyezett szörnyeivel és kincseivel.
Az 1980-as évek számítógépes játékai és sorozatai, így a Wizardry, a The Bard’s Tale, a Cosmic Soldier, a Might and Magic, a Megami tenszei, a Phantasy Star, a Dungeon Master, a Madó monogatari vagy a Gauntlet segített lefektetni a műfaj alapköveit, míg a primitív grafika nem volt visszatartó erő, hiszen a hatásos labirintusok kialakításához repetitív elemeket vagy hasonlóan kinéző grafikákat használtak.
A korszak bizonyos labirintusfelfedező videójátékai, így például a Dragon Slayer vagy a The Tower of Druaga akció-szerepjátékokra jellemző harcrendszert használt.
A labirintusfelfedezés különböző variációban megjelenő szóképe más videójáték-műfajokban is megtalálható. A 2010-es évek elején a műfaj mérsékelt népszerűségfellendülést élvezett, különösen Japánban, nagy részben az Atlus Etrian Odyssey sorozatának sikerének hála.

### Belső nézetű csapatalapú labirintusfelfedező videójátékok

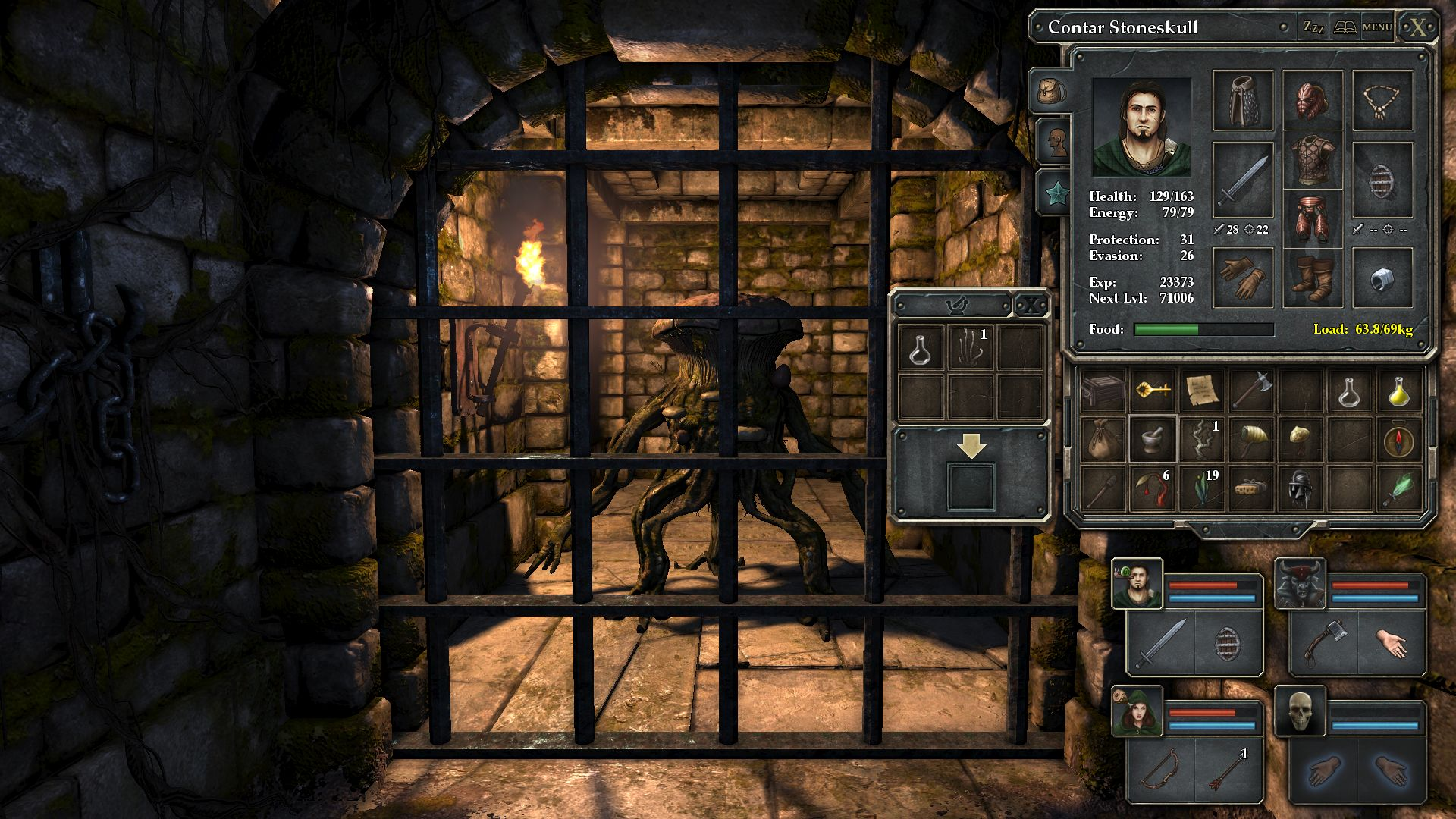
Képernyőkép a Dungeon Master stílusában készült Legend of Grimrock belső nézetű rácsalapú labirintusfelfedező videójátékból. A kép közepén a labirintus, jobboldalon pedig a csapat egyik tagjának tárgyai láthatóak

A szerepvideójátékok ezen alműfaját olyan játékok töltik ki, melyben a játékosok egy csapat kalandort irányítanak belső nézetes kameraállásból, tipikusan négyzethálózatos környezetben. Ilyen játékok közé tartozik például a Wizardry, a Might and Magic és a Bard’s Tale sorozatok tagjai, illetve az Etrian Odyssey és az Elminage sorozatok is. Ezen játékokat „blobbereknek” (szó szerint pacázók) is nevezik, mivel a játékosok egyetlen egységként, egyetlen „pacaként” mozgatják az egész csapatukat a játékterületen.
A legtöbb „blobber” körökre osztott, azonban egyes játékok, így a Dungeon Master, a Legend of Grimrock vagy az Eye of the Beholder sorozatok tagjai valós időben játszódnak. A műfaj korai tagjaira nem jellemző az automata térkép funkció, így a játékosok az előrehaladásuk követése érdekében kénytelenek voltak térképeket rajzolni. A térbeli fejtörők jellemzők a műfajra, így például a játékosoknak lehet, hogy arrébb kell helyezni egy követ a pálya egyik szakaszán, hogy egy másikon megnyiljon a továbbvezető út.

### Példányosított labirintus
Az MMORPG-kben a példányosított labirintus (instance) olyan különleges terület, amely minden egyes oda belépő csapatnak vagy bizonyos számú játékosnak új másolatot hoz létre a területről. A példányosítás a virtuális világok közös területein fellépő számos problémát megold, azonban ezzel egyidejűleg feláldozza a közös területek közösségi elemeit és a virtuális világ valóságérzetét. Ezek mellett ezek a területek rendszerint sokkal kisebbek és lineárisabbak.

## Fordítás
- Ez a szócikk részben vagy egészben  a   Dungeon crawl című angol Wikipédia-szócikk ezen változatának fordításán alapul.  Az eredeti cikk szerkesztőit annak laptörténete sorolja fel. Ez a jelzés csupán a megfogalmazás eredetét és a szerzői jogokat jelzi, nem szolgál a cikkben szereplő információk forrásmegjelöléseként.